# Conrad Moench
Pour les articles homonymes, voir Moench.
Conrad Moench est un botaniste allemand, né le 15 août 1744 à Cassel et mort le 6 janvier 1805 .

## Biographie
Il apprend la pharmacie chez son beau-père, le pharmacien August Johann Friedrich Rüde à Cassel.
Il est professeur de botanique à l’université de Marbourg de 1786 jusqu’à sa mort. Il est l’auteur de Methodus Plantas horti botanici et agri Marburgensis, catalogue des plantes des champs et des jardins de Marbourg. En 1802, il a nommé la plante Gillenia trifoliata dans un supplément à ce catalogue.
Il s'est opposé, sans succès, tant à Carl von Linné qu'à Antoine-Laurent de Jussieu sur la classification des plantes.

## Publications
- Supplementum ad Methodum plantas : a staminum situ describendi. - Marbourg - 1802 (Ouvrage numérisé)
- Arzneymittellehre der einfachen und zusammengesetzten gebräuchlichen Mittel. - Marbourg - 1800
- Einleitung zur Pflanzen-Kunde. - Marbourg - 1798 (Ouvrage numérisé - en écriture gothique)
- Methodus plantas horti botanici et agri Marburgensis : a staminum situ describendi - Marbourg - 1794 (Ouvrage numérisé : début, fin)
- Systematische Lehre von denen gebräuchlichsten einfachen und zusammengesezten Arzney-Mitteln. - Marbourg - 1792 (Ouvrage numérisé)
- Systematische Lehre von dem einfachen und gebräuchlichsten zusammengesetzen Arzney-Mitteln. - Marbourg - 1789 (Ouvrage numérisé)
- Verzeichniß ausländischer Bäume und Stauden des Lustschlosses Weissenstein bey Cassel. - Frankfort et Leipzig - 1785 (Ouvrage numérisé)
- Bemerkungen über einige einfache und zusammengesetzte Arzneymittel. - Frankfort - 1781.
- Enumeratio plantarum indigenarum Hassiae praesertim inferioris. - Cassel - 1777.

## Éponymie
Le genre Moenchia de la famille des Amaryllidacées lui a été dédié par son ami Friedrich Kasimir Medikus. En outre, les espèces suivantes lui ont aussi été dédiées :
- Carex moenchiana Wender. - Cypéracée : voir Carex acuta var. moenchiana Nyman
- Cerastium moenchia Petermann - Caryophyllacée
- Cynoglossum moenchii Nocca & Roem. ex Steud. - Boraginacée : voir Cynoglossum dioscoridis Vill.
- Euphorbia moenchiana Steud. - Euphorbiacée
- Mentha moenchii Pérard - Lamiacée : voir Mentha arvensis L.
- Solanum moenchii Dunal - Solanacée
- Stellaria moenchii Magn. - Caryophyllacée
- Urena moenchii M.Gómez - Malvacée : voir Malachra capitata (L.) L.
- Verbascum moenchii Schultz - Scrophulariacée
- Vignantha moenchiana Schur - Cypéracée : voir Carex acuta L.
- Vignea moenchiana Rchb. - Cypéracée : voir Carex acuta L.
- Waldsteinia moenchii Tratt. - Rosacée

## Sources
- Johnson M., The Genus Clematis, p. 89-90, 2001.
- Monroe WR. Analysis of the rhizome of Aralia californica. American Journal of Pharmacy volume 70 no 10, octobre 1898.
- Page sur les Echinaceae.